# 4-й Звенигородский переулок
Четвёртый Звенигоро́дский переу́лок — небольшая улица в центре Москвы на Пресне между Большой Декабрьской улицей и улицей 1905 Года.

## Происхождение названия
Названия номерных 1—4-х Звенигородских переулков, как и улиц, появилось в начале XX века; дано по примыканию переулка к Звенигородскому шоссе. 1-й и 3-й переулки ныне не существуют.

## Описание
4-й Звенигородский переулок проходит на север от Большой Декабрьской улицы, начинаясь напротив 2-го Звенигородского переулка, и заканчивается на улице 1905 года напротив 1-го Земельного.